# Cordylus minor
Espèce
Statut de conservation UICN

 LC  : Préoccupation mineure
Statut CITES
Synonymes
- Cordylus cordylus minor Fitzsimons, 1943

Cordylus minor est une espèce de sauriens de la famille des Cordylidae.

## Répartition
Cette espèce est endémique du Cap-Occidental en Afrique du Sud. Elle se rencontre à Matjiesfontein et vers Meiringspoort.

## Publication originale
- FitzSimons, 1943 : The lizards of South Africa. Transvaal Museum Memoir, Pretoria, n. 1, p. 1-528.